# Teen Wolf: The Movie
Teen Wolf: The Movie is een Amerikaanse mysteryfilm uit 2023, geregisseerd door Russell Mulcahy. De film is het vervolg op de MTV-televisieserie Teen Wolf (2011-2017). Het grootste deel van de cast, waaronder Tyler Posey, Crystal Reed, Holland Roden, Tyler Hoechlin, Shelley Hennig, JR Bourne, Colton Haynes, Linden Ashby, Melissa Ponzio en Dylan Sprayberry hernamen hun rollen van toen.

## Verhaal
De volle maan is opgekomen in Beacon Hills en daarmee is een vreselijk kwaad verschenen. De wolven huilen weer en roepen om de terugkeer van de banshees, werecoyotes, hellehonden, kitsune en alle andere weerwolven in de nacht. Maar alleen een weerwolf als Scott McCall, niet langer een tiener maar nog steeds een alfa, kan zowel nieuwe bondgenoten verzamelen als vertrouwde vrienden herenigen om terug te vechten tegen wat misschien wel de machtigste en dodelijkste vijand is die ze ooit zullen tegenkomen.

## Rolverdeling
| Acteur           | Personage           |
| ---------------- | ------------------- |
| Tyler Posey      | Scott McCall        |
| Crystal Reed     | Allison Argent      |
| Holland Roden    | Lydia Martin        |
| Tyler Hoechlin   | Derek Hale          |
| Shelley Hennig   | Malia Tate          |
| JR Bourne        | Chris Argent        |
| Colton Haynes    | Jackson Whittemore  |
| Linden Ashby     | Sheriff Stilinski   |
| Melissa Ponzio   | Melissa McCall      |
| Dylan Sprayberry | Liam Dunbar         |
| Ryan Kelley      | Hulpsheriff Parrish |
| Seth Gilliam     | Dr. Alan Deaton     |
| Ian Bohen        | Peter Hale          |
| Orny Adams       | Coach Finstock      |

## Productie
In september 2021 werd aangekondigd dat een reüniefilm voor de televisieserie Teen Wolf uit 2011 was besteld door Paramount+, waarbij Jeff Davis terugkeerde als scenarioschrijver en uitvoerend producent voor de film. De meerderheid van de originele castleden hernam hun rol, hoewel castleden Dylan O'Brien, Arden Cho en Cody Christian weigerden terug te keren. De regisseur van de Teen Wolf-aflevering, Russell Mulcahy, keerde terug om de film te regisseren.
De opnames begonnen op 21 maart 2022 en eindigde op 17 mei 2022.

## Release
De film werd op 26 januari 2023 uitgebracht op de streamingdienst Paramount+.

## Ontvangst
Op Rotten Tomatoes heeft Teen Wolf: The Movie een waarde van 32% en een gemiddelde score van 5,10/10, gebaseerd op 25 recensies. Op Metacritic heeft de film een gemiddelde score van 51/100, gebaseerd op 7 recensies.

## Prijzen en nominaties
| Jaar | Prijs                 | Categorie          | Genomineerde(n)    | Uitslag     |
| ---- | --------------------- | ------------------ | ------------------ | ----------- |
| 2023 | MTV Movie & TV Awards | Best Kick-Ass Cast | Best Kick-Ass Cast | Genomineerd |